# Templo Malatestiano

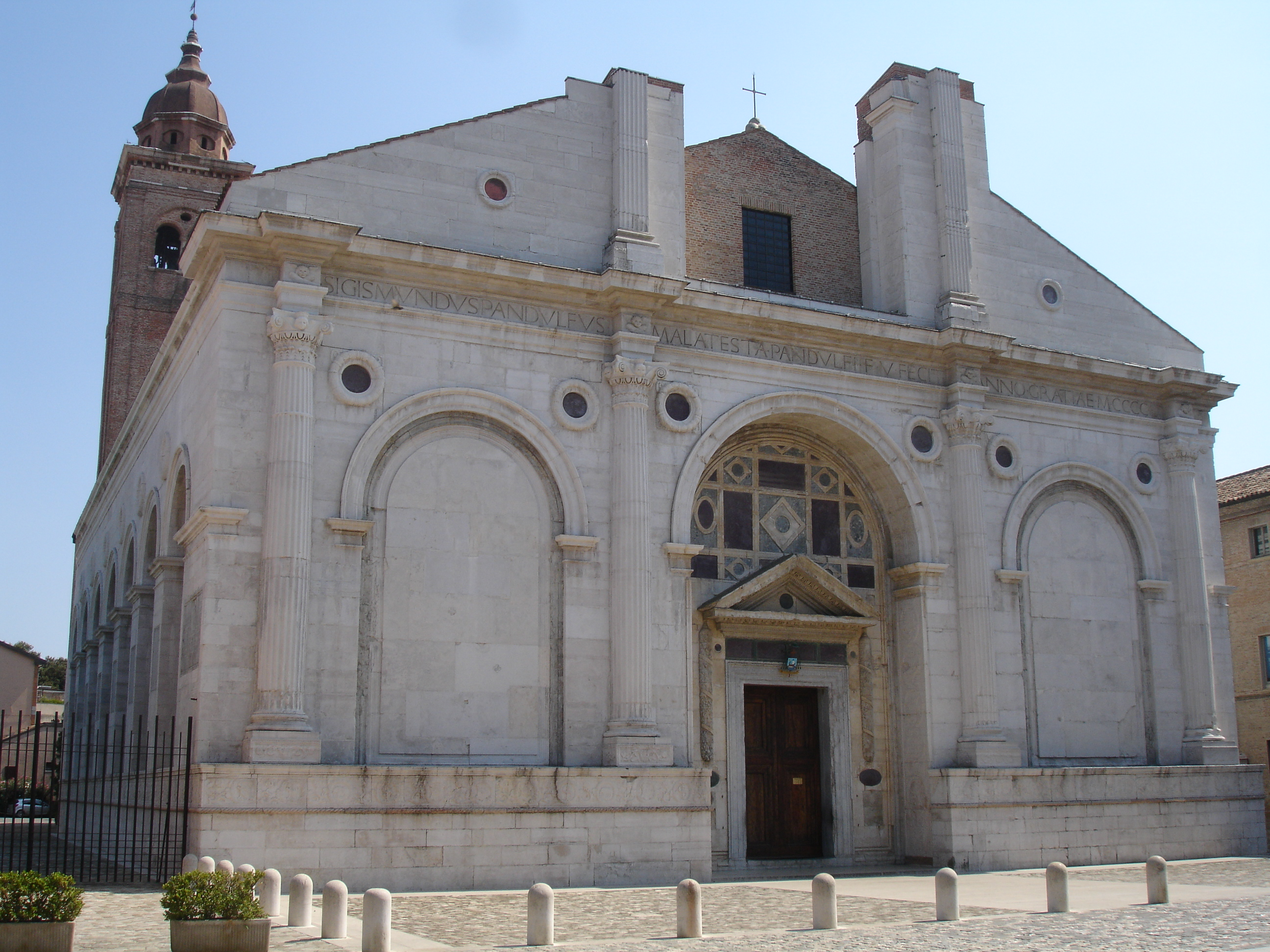
rigth

O Templo Malatestiano é a catedral de Rimini, na Itália. Oficialmente dedicada a São Francisco de Assis, deriva seu nome do patronato de Sigismondo Pandolfo Malatesta, que ordenou grandes reformas na estrutura durante o Renascimento, a cargo de Leon Battista Alberti.
O edifício original foi erguido no século XIII em estilo gótico, com nave única e capelas laterais, decorada com pinturas de Giotto. Malatesta chamou Alberti e o encarregou de transformar a igreja em uma espécie de mausoléu pessoal em estilo renascentista, para ele e sua esposa, Isotta degli Atti, mas as obras jamais foram concluídas. Em seu interior existem obras de Agostino di Duccio, Piero della Francesca e Francesco Laurana. A igreja também é conhecida por sua Capela dos Planetas, com decoração mitológica e astrológica. A presença de tal iconografia pagã atraiu a condenação do papa Pio II, rompendo a relação da Igreja Católica com a família Malatestas, fator que impediu a conclusão do templo.